# 2000年夏季残疾人奥林匹克运动会科特迪瓦代表团
2000年夏季残疾人奥林匹克运动会科特迪瓦代表团是科特迪瓦派出的2000年夏季残疾人奥林匹克运动会代表团。获得1枚金牌和1枚铜牌。